# Genowefa Olczak
Genowefa Olczak (ur. 1913, zm. 2008) – Polka, „Sprawiedliwa wśród Narodów Świata”.

## Życiorys
Genowefa Olczak pochodziła ze wsi spod Włocławka. W 1937 została gosposią u łódzkiej rodziny Aleksandra i Romy Rozencwajgów. Aleksander w 1939 został powołany do wojska. Później zginął w Katyniu. Roma postanowiła uciekać z synem Gabrielem (ur. 1935) do Warszawy. Towarzyszyła im Genowefa. Zamieszkali w getcie, które Genowefa opuściła po jego zamknięciu. Po znalezieniu pracy w fabryce Kawuska i mieszkania wiosną 1942 zaopiekowała się Gabrielem, którego przedstawiała jako swojego nieślubnego syna Ryszarda Olczaka. Wkrótce Romie udało się uciec z getta. Znalazła schronienie u Genewefy. Ukrywali się tam także jej brat Karol Zakrzewski wraz z żoną Esterą, korzystając ze specjalnie dobudowanych wnęce za szafą i ścianką w łazience. Przez krótki czas przebywała tam również siostra Romy – Regina i Pawła Rozanmannów z córką Bianką (ur. 1928). Po przeprowadzonej rewizji, podczas której Niemcy nie odnaleźli Żydów, Roma  uznała, że należy zmienić kryjówkę. Genowefa pomogła im w tym.
Roma Rozencwajg oraz Karol i Estera Zakrzewscy zginęli w czasie powstania warszawskiego. Regina i Paweł zostali zadenuncjowani i zabici razem z ukrywającym ich mężczyzną. Gabriel i Bianka doczekali końca wojny, Bianka ukrywając się w mieszkaniu Franca Punčucha. W 1946 zostali zabrani przez rodzinę do Wielkiej Brytanii.
W 1981 Genowefa Olczak została odznaczona medalem Sprawiedliwych wśród Narodów Świata. W 2008, pośmiertnie, uhonorowana Krzyżem Komandorskim Orderu Odrodzenia Polski.